# 前原一誠

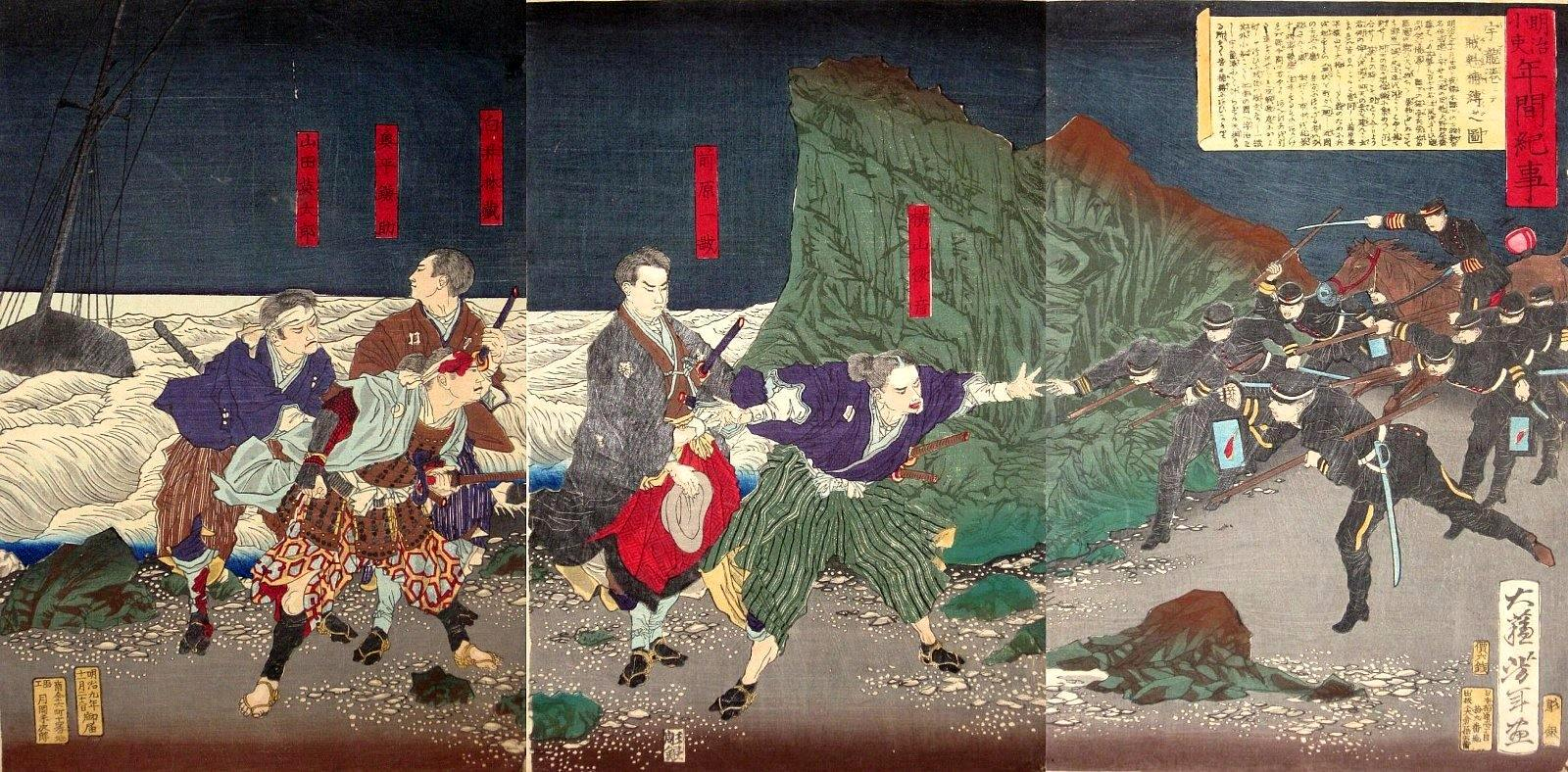
宇龍港で捕縛される前原一誠（月岡芳年画）

前原 一誠（まえばら いっせい）は、日本の武士（長州藩士）。諱は一誠。通称は八十郎、彦太郎。倒幕運動の志士として活躍したが、明治維新後、萩の乱の首謀者として処刑された。
位階は贈従四位（大正5年（1916年）4月11日）。維新の十傑の一人。参議、兵部大輔（現在の国防次官）を務めた。

## 出自
本姓の佐世氏は、宇多源氏佐々木氏の分流で、出雲源氏の諸流に属する。遠祖は尼子氏・毛利氏の家臣である佐世清宗。

## 経歴
天保5年（1834年）3月20日、4月28日長門国土原村（現・山口県萩市）にて、長州藩士・佐世彦七（大組47石）の長男として生まれ、前原氏を相続する。前原家の遠祖は戦国武将米原綱寛である。
天保10年（1839年）、郡吏となった父とともに厚狭郡船木村に移住。のちに萩にて修学するが、嘉永4年（1851年）、再び船木にて陶器製造など農漁業に従事する。安政4年（1857年）、久坂玄瑞や高杉晋作らと共に吉田松陰の松下村塾に入門する。 安政6年（1859年）に松陰が処刑された後は長崎で洋学を修め、さらに藩の西洋学問所・博習堂に学ぶ。
文久2年（1862年）に脱藩し、久坂らと共に直目付・長井雅楽の暗殺を計画する。文久3年（1863年）、右筆役、七卿方御用掛。その後は高杉らと下関に挙兵して藩権力を奪取し、用所役右筆や干城隊頭取として倒幕活動に尽力した。長州征伐では小倉口の参謀心得として参戦、明治元年（1868年）の戊辰戦争では北越戦争に出兵し、参謀として長岡城攻略戦など会津戦線で活躍する。明治3年（1870年）、戦功を賞されて賞典禄600石を賜る。
維新後は越後府判事（次官）や参議を勤める。大村益次郎の死後は兵部大輔を兼ねたが、出仕することが少なかったため、船越衛は省務停滞を嘆いている。また、大村の方針である「国民皆兵」路線（徴兵令）に反対して木戸孝允と対立する。
やがて、徴兵制を支持する山縣有朋に追われるように下野し、萩へ帰郷する。新政府の方針に不満をもった前原は明治9年（1876年?）、奥平謙輔とともに不平士族を集めて萩の乱を引き起こしたが、即座に鎮圧されて捕らえられ、12月3日、萩にて斬首刑に処されたとされる。享年43（満42歳没）。

彼の辞世の詩として伝えられるのは、
またその戯句に、
墓所は山口県萩市土原の弘法寺。遺言により戒名はないという。

## 評価
- 吉田松陰
  - 「八十郎（一誠）は勇あり、智あり。誠実人に過ぐ。いわゆる布帛粟米。適用せざるなし。その才や實甫（久坂玄瑞）に及ばず。その識や暢夫（高杉晋作）に及ばず。しかしてその人物の完全なること、二子また八十に及ばざること遠し。吾友肥後の宮部鼎蔵の資性、八十と相近し。八十父母に事へて至孝。余未だ責むるに国事を以てすべからざる也」[3]
  - 「佐世八十郎に至っては隠然両郎（高杉・久坂）の一敵国である」

- 横山幾太 「極めて重厚なる風の人」[4]

- 渡邊嵩蔵 「佐世八十郎は、村塾にても余り多くは読書せず」[4]

- 曽我祐準 「妙な人で、事の善悪を決して云わぬ人であった」[5]

## 親族
- 甥：国司仙吉（秋田県権令、異父姉「まし」の子息）[6]

## 登場作品
- 花神 - 1977年、演：江原正士
- 遠雷と怒涛と-1982年、演：近藤正臣
- 幕末青春グラフィティ Ronin 坂本竜馬 - 1986年、演：石田純一
- 炎の如く・吉田松陰 - 1991年、演：吉田次昭
- 花燃ゆ - 2015年、演：佐藤隆太
- 戦国炒飯TV 〜なんとなく歴史が学べる映像〜 - 2021年、演：小川史記